# Laibin
Laibin (cinese: 来宾; pinyin: Lái Bīn; zhuang：Laizbin) è una città-prefettura della Cina nella Regione Autonoma di Guangxi Zhuang.

## Suddivisioni amministrative
- Distretto di Xingbin
- Heshan
- Contea di Xiangzhou
- Contea di Wuxuan
- Contea di Xincheng
- Contea autonoma yao di Jinxiu